# Palais Erzherzog Carl

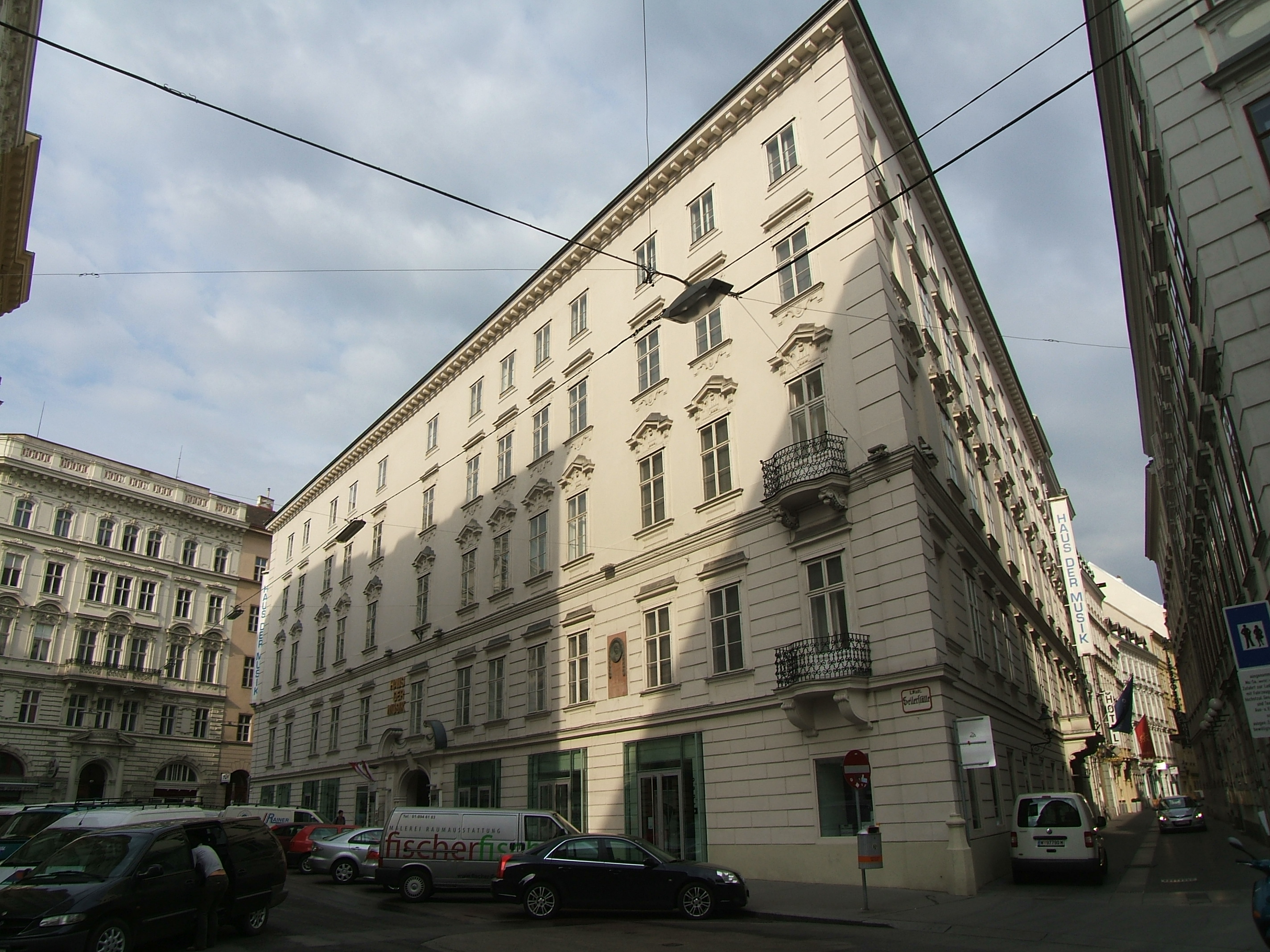
Palais Erzherzog Carl-Ypsilanti, heute „Haus der Musik“

Das Palais Erzherzog Carl (auch Palais Erzherzog Carl-Ypsilanti) befindet sich im 1. Wiener Gemeindebezirk, Innere Stadt, Seilerstätte 30.

## Geschichte
Drei bereits im 15. Jahrhundert urkundlich erwähnte Häuser wurden mehrere Male umgebaut und erweitert. So befand sich an dieser Stelle 1567 ein kaiserliches Gießhaus. 1603 schenkte Kaiser Rudolf II. das Gebäude dem Hofkriegssekretär Heinrich Nickhardt. 1707 bis 1788 war es der Sitz des Versatzamtes und bis 1721 auch des Fragamtes. 1708 wurde das Gebäude an das Großarmenhaus verkauft, umgebaut und mit einer neuen Fassade versehen. 1788 übersiedelte das Versatzamt in das aufgelassene Dorotheerkloster, und das Gebäude kam in den Besitz von Daniel Edlem von Zephranovich. 1805 kam der Bau an Erzherzog Carl und 1838 in den Besitz von Freiherr  Georg Simon von Sina. 1958–1960 wurde das Palais von Josef Krawina für den Caritasverband der Erzdiözese Wien zu einem Kulturzentrum mit Theater und Studentenheim adaptiert. 1998–2000 erfolgte auf private Initiative neuerlich der Umbau zu einem Museum und die Ausstattung mit Musikproberäumen und Veranstaltungssaal. Am 15. Juni 2000 wurden hier das Haus der Musik und das Museum der Wiener Philharmoniker eröffnet. Seit 2005 wird das Haus von der Wien-Holding im Eigentum der Stadt Wien betrieben.

## Beschreibung
Der an drei Seiten – Seilerstätte, Annagasse und Krugerstraße – frei stehende Bau, an der ehemaligen Wasserkunstbastei errichtet, erreicht durch seinen geschlossene Fassade mit fünf Geschoßen monumentale Wirkung. Die barocke Straßenfassade wird Franz Anton Pilgram zugeschrieben.
Über einem zweigeschoßigen gequaderten Sockel mit rechteckigen Fenstern mit gerader Verdachung erheben sich drei Obergeschoße mit Ortsteinrahmung. Die Fenster sind durch Unterbrechung des Achsenrhythmusses gruppiert. In der Beletage tragen die Fenster  Knickgiebel auf zarten Konsolen, und die Fenster des darüber liegenden Geschoßes sind mit geraden Verdachungen versehen. Zwei Gitterbalkone, an der Fassade in der Seilerstätte um 1872 entstanden, setzen noch einen zusätzlichen Akzent.
Die große Stiege hat Stufen aus dem harten, weißen Kaiserstein. Eine Gedenktafel erinnert an Otto Nicolai, dem auch ein Gedenkraum gewidmet ist. Das von Lisenen gerahmte Rundbogenportal mit Keilstein in der Seilerstätte wird von einem gesprengten Segmentgiebel bekrönt. Das Portal in der Annagasse mit Gurtbögen, getragen von Doppelsäulen, wird von einem auf Konsolen ruhenden Balkon überragt.